# لتیسیا لو کورگیه
لتیسیا لو کورگیه (فرانسوی: Laëtitia Le Corguillé‎؛ زادهٔ ۲۹ ژوئیهٔ ۱۹۸۶) دوچرخه‌سوار اهل فرانسه است.
وی در مسابقات کشوری و بین‌المللی در مجموع برندهٔ ۱ مدال طلا، ۲ مدال نقره، ۱ مدال برنز شده‌است.